# Irmgard Schlögl
Irmgard Schlögl, auch Myokyo-ni, (* 29. Januar 1921 in Leitersdorf im Raabtal; † 29. März 2007 in Luton) war eine Zen-Nonne in der japanischen Rinzai-Tradition sowie Lehrerin und Leiterin der von ihr begründeten Zen-Zentren in London und Luton. Sie war Übersetzerin sowie Autorin mehrerer Bücher zum Zen-Buddhismus und gehörte zu den ersten autorisierten westlichen Zen-Meistern.

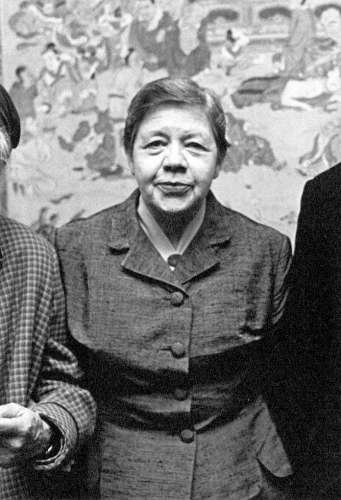
Irmgard Myokyo Schlögl

## Leben
Irmgard Schlögl wurde in der Siebenaumühle in der wenige hundert Einwohner umfassenden Gemeinde Leitersdorf, Bezirk Feldbach geboren. Nach der Matura am Gymnasium Fürstenfeld nahm sie an der Universität Graz das Studium der Geologie auf und schloss es mit dem Doktorat ab. (Phil. Diss. 1943: Die Kanzel nördlich von Graz und ihre Ausläufer). Schon zu Studienbeginn lernte sie Heinrich Harrer kennen, der ihr Interesse für Buddhismus weckte. 1950 folgte sie einem Ruf als Dozentin für Mineralogie an das Imperial College London und lernte dort Christmas Humphreys, den Gründer der Buddhist Society kennen.

## Buddhismus
Schlögl machte sich mit dem Zen vertraut, wie es in den 1950er Jahren in London praktiziert wurde und ging schließlich 1960 nach Japan, um als eine der ersten westlichen Frauen authentisches Zen kennenzulernen. Nach sechs Jahren Zen-Training bei Oda Sesso und Sojun Kannun im Daitoku-ji kehrte sie für einige Monate nach London zurück und gründete dort in der Buddhist Society eine Zazen-Gruppe im Stil des japanischen Rinzai-Zen. Nach weiteren Jahren im Daitoku-ji, wo sie auch Ruth Fuller Sasaki kennenlernte, kehrte Irmgard Schlögl 1972 endgültig nach London zurück, betreute mehrere Zen-Gruppen und gründete schließlich 1979 das Zen Centre in London. Am 22. Juli 1984 wurde sie schließlich mit dem Namen Myokyo-ni von Soko Morinaga Roshi zur Zen-Nonne geweiht. Die Zeremonie wurde auf Einladung von Ajahn Sumedho im Chithurst Forest Monastery durchgeführt.
Bis 2002 leitete sie den Haupttempel Shobo-an in St. Johns Wood, dem ehemaligen Haus von Christmas Humphreys, das dieser 1983, bei seinem Tod, der Sangha vererbt hatte. 
Von 2002 bis zu ihrem Tod im Jahr 2007 lebte Myokyo-ni in Fairlight (Luton), einer der beiden Ausbildungstempel des Zen-Zentrums. Dort empfing sie Schüler und hielt regelmäßig Teisho (Zen-Vorträge). Am 8. April 1996 hat Myokyo-ni den Tempel in Fairlight gegründet und eingeweiht. Beide Tempel werden von ihren Schülern weitergeführt, bieten Meditationskurse an, halten regelmäßige Sitzungen ab und bieten Wohnmöglichkeiten für Mitglieder des Zen-Zentrums.
Myokyo-ni ist Autorin einer Reihe von Büchern über Zen und Buddhismus, darunter eine Übersetzung der Rinzai-Lehre (Linji) des Zen. Sie leitete die Übersetzung der Rede über die unerschöpfliche Lampe von Meister Tōrei Enji, die 1991 mit dem Kulturpreis des japanischen Übersetzerverbandes ausgezeichnet wurde.

## Publikationen (Auswahl)
- Irmgard Schlögl: Die sanfte Wandlung des Bullen: Die zehn Bullenbilder – Eine spirituelle Reise, Kristkeitz Verlag, Heidelberg 2007, ISBN 978-3-932337-24-6.
- Irmgard Schlögl: Lebendiger Buddhismus, Angkor Verlag, Frankfurt am Main 2010, ISBN 9783936018691
- Irmgard Schloegl (Editor): The Wisdom of the Zen Masters (Wisdom Bks. ) New Directions Publishing Corporation, New York 1976, ISBN 0-8112-0610-6; dt. Die Weisheit der Zen-Meister, Heidelberg 2011, ISBN 978-3-932337-46-8.
- Myokyo-ni: The Zen Way, Tuttle Date 1995; Myokyo-ni: Was ist Zen? Geschichte, Wesen und Praxis einer grossen geistigen Tradition des Ostens, übersetzt von Heike Böbel, Barth Verlag, Bern 1995, ISBN 3-502-64520-5.
- Myokyo-ni (Irmgard Schlögl): Schaut hin und seht. Buddhistische Lehrgeschichten mit Kommentaren der Ehrw. Myokyo-ni. Angkor Verlag 2012, ISBN 978-3-936018-29-5.
- Myokyo-ni (Irmgard Schlögl): Das Lied der Erleuchtung: Yoka Daishis Lied über die Verwirklichung des Weges, mit Kommentaren der Ehrw. Myokyo-ni. Books on Demand 2013, ISBN 978-3-8482-7191-7.
- Myokyo-ni (Irmgard Schlögl): Die Suche nach der Ganzheit: Unterweisungen für übende Zen-Buddhisten, Werner Kristkeitz Verlag 2015, ISBN 978-3-932337-62-8.